# Giorgia Toniolatti
Giorgia Toniolatti (Trento, 2 dicembre 1927 – Rovereto, 12 settembre 2003) è stata un'architetta italiana.

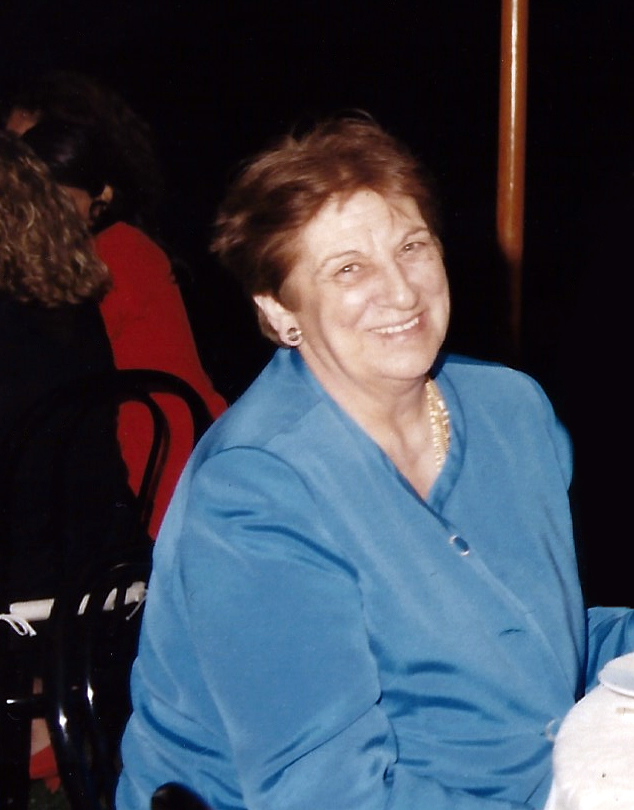

È stata attiva principalmente nei campi dell'edilizia abitativa, delle opere pubbliche e nella ristrutturazione di edifici privati e pubblici.

## Biografia

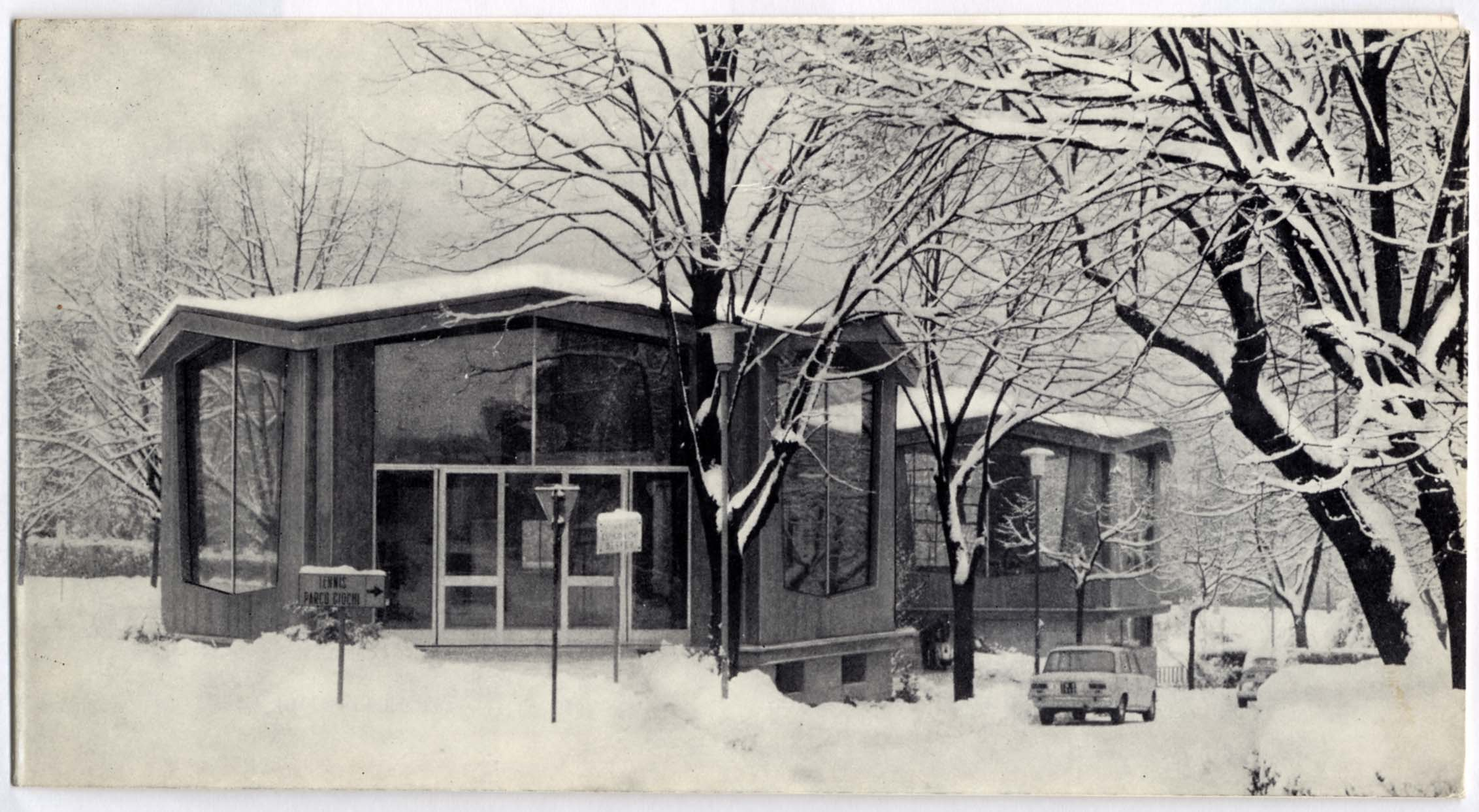
Giorgia Toniolatti, ex sede Azienda Provinciale del Turismo a Rovereto, 1968

Laureatasi in architettura presso il Politecnico di Torino, ha svolto praticantato a Roma, presso gli studi dell'architetto Berardi (1955-57) e dell'ingegner Luccichenti (1957-58). Iscritta all'ordine degli architetti di Trento dal 1961, è impegnata nel corso degli anni Sessanta soprattutto in progetti di edilizia abitativa e di opere pubbliche.
In Trentino realizza il municipio (1963) e le scuole medie (1969-79) di Dro, la nuova sede dell'Azienda Provinciale Turismo (APT) di Rovereto (1968) e la chiesa della Sacra Famiglia (1969), sempre a Rovereto. Dalla metà degli anni Settanta si dedica a numerose ristrutturazioni di edifici privati e pubblici. A lei sono affidati i progetti di restauro di due importanti castelli della Valle dell'Adige, quello di Castelpietra a Calliano (1974-87) e quello di Sabbionara d'Avio (dal 1979), oltre a vari restauri monumentali.
All'esercizio dell'attività professionale ha affiancato l'assunzione di vari incarichi pubblici: è vice presidente e presidente dell'Opera Barelli a Rovereto (1964-81), membro della Commissione edilizia del Comune (1978-84) e del Consiglio di amministrazione dell'APT di Rovereto (1976-85), vice presidente dell'Istituto Trentino Edilizia Abitativa (ITEA) (1984-88).
Il suo archivio è conservato presso l'Archivio del '900 del Museo d'arte moderna e contemporanea di Trento e Rovereto.